# Вулиця Київська (Тернопіль)
Вулиця Київська — вулиця в житловому масиві «Сонячний» міста Тернополя.

## Відомості
Розпочинається від вулиці Генерала Мирона Тарнавського, пролягає на південний схід до вулиці 15 Квітня, де і закінчується. Інша частина вулиці (розбудована відносно недавно) пролягає на північний захід від вулиці Генерала Мирона Тарнавського та закінчується на кільцевій розв'язці з вулицями Олександра Смакули та Овочевою. На вулиці розташовані багатоповерхівки.

## Транспорт
На вулиці знаходяться 6 зупинок громадського транспорту, до яких курсують автобусні маршрути №16, 18, 20, 20А, 21, 24, 27, 35, 38, 39, тролейбуси №5, 6, 9, 10.

## Комерція
- Продуктові магазини, аптеки, салони краси, кав'ярні тощо;

## Культура
- Будинок побуту «Сонячний» (Київська, 2)

## Установи
- Аварійно-рятувальний загін спеціального призначення (Київська, 23)

## Медицина
- Дитяча поліклініка (Київська, 12)